# Oxytropis wutaiensis
Oxytropis wutaiensis är en ärtväxtart som beskrevs av Misao Tatewaki och Isao Hurusawa. Oxytropis wutaiensis ingår i släktet klovedlar, och familjen ärtväxter. Inga underarter finns listade i Catalogue of Life.